# Joe Lara
Pour les articles homonymes, voir Lara.
William Joseph Lara, dit Joe Lara (né le 2 octobre 1962 à San Diego et mort le 29 mai 2021), est un acteur et musicien américain. 

## Biographie
Joe Lara s'adonne à la guitare pendant son enfance en s'imprégnant des groupes que la famille écoute. À 15 ans, il se découvre une passion pour l'aviation. Au sortir du lycée, il se voit offrir une bourse d'études en volley-ball à l'université de Stanford. 
En 2018, il épouse Gwen Shamblin, une femme à la tête d'une église évangélique très conservatrice.  

### Carrière
Un chasseur de tête le repère dans une pizzeria et lance ainsi sa carrière de mannequin. Il travaille pour Pierre Cardin, Armani, Versace, Muscle & Fitness ainsi que d'autres publications et couturiers. En parallèle de cette activité Joe Lara s'adonne au métier d'acteur et continue de faire de la musique. En 1989, le réalisateur Michael Schultz le repère grâce à une photo de Richard Avedon et l'engage pour incarner Tarzan dans le téléfilm Tarzan à Manhattan. Ce premier film lui met le pied à l'étrier et il enchaîne en 1990 sur le plateau du film Gunsmoke: The Last Apache. Sa carrière se poursuit jusqu'en 2002 où il décide de se retirer des plateaux de cinéma pour se consacrer à la musique. Son rôle le plus marquant est son incarnation de Tarzan dans le téléfilm Les Aventures fantastiques de Tarzan.
Il sort son premier album musical en 2009 sous le titre The Cry of Freedom.

### Mort
Le 30 mai 2021, Joe Lara meurt d'un accident d'avion aux côtés de six autres personnes dont sa femme, Gwen Shamblin Lara, dans l'écrasement de leur avion Cessna Citation 501 ISP peu après son décollage en partance vers la Floride, dans le Percy Priest Lake près de Smyrna (Tennessee). Joe Lara était le conducteur de l'avion au moment de l'accident. 

## Filmographie
- 2002 : Starfire Mutiny de Lloyd A. Simandl
- 2001 : Dead Man's Run de Robert Hyatt
- 2001 : Death Game  de Menahem Golan
- 2000 : Doomsdayer de Michael J. Sarna
- 2000 : Very Mean Men de Tony Vitale
- 2000 : Les Sept Mercenaires (série TV, épisode Penance)
- 1999 : Operation Delta Force 4: Deep Fault de Mark Roper
- 1999 : Strike Zone de J. Christian Ingvordsen
- 1998 : Conan (épisode The Cavern)
- 1998 : Armstrong de Menahem Golan
- 1998 : Lima: Breaking the Silence  de Menahem Golan
- 1997 : Operation Delta Force de Sam Firstenberg
- 1996 : Les Aventures fantastiques de Tarzan de Mark Roper
- 1996 : Warhead de Mark Roper
- 1996 : Human Timebomb de Mark Roper
- 1995 : Final Equinox de Serge Rodnunsky
- 1995 : Hologram Man de Richard Pepin
- 1995 : Steel Frontier de Jacobsen Hart et Paul G. Volk
- 1993 : Alerte à Malibu (saison 4, épisode 7 : Tentacles: Part 2)
- 1993 : American Cyborg: Steel Warrior de Boaz Davidson
- 1992 : Danger Island de Tommy Lee Wallace
- 1992 : Sunset Heat de John Nicolella
- 1990 : Gunsmoke: The Last Apache de Charles Correll
- 1989 : Tarzan à Manhattan de Michael Schultz
- 1988 : Night Wars de David A. Prior

## Discographie
- 2009 : The Cry of Freedom